# Салама Муса
Салама Муса (1880—1958, араб. سلامه موسى‎, копт. Ⲥⲁⲗⲁⲙⲁ Ⲙⲱⲩⲥⲏⲥ)  — египетский журналист коптского происхождения, один из основателей первой в Египте социалистической партии. На его мировоззрение оказали влияние фабианский социализм (в частности, Дж. Б. Шоу), марксизм, фрейдизм, социал-дарвинизм и ницшеанство.

## Сочинения
- Divine Thoughts and Their Origin (1912)
- Treatise about Socialism (1913)
- The Most Well-known Love Affairs in History (1925, переосмыслено и переименовано в «Love in History» около 1949)
- Reading Matters on Elections (1926)
- Dreams of a Philosopher (1926)
- Freedom of Thought and Its Representatives (1927)
- Secrets of the Inner Life (1927, переосмыслено в 1948)
- History of Art and the Most Well-known Pieces of Work (1927)
- Today and Tomorrow (1928)
- Descent and Development of Mankind (1928, переосмыслено в 1952-3)
- Stories (1939)
- About Life and Culture (1930, переосмыслено и переименовано в 1956: Culture and Life)
- Our Duties and the Tasks of Foreign Countries (1931)
- Gandhi and the Indian Revolution (1934)
- Renaissance in Europe (1935, в 1962 посмертно переосмыслено и переименовано в «What Is Renaissance»)
- Egypt, a Place Where Civilization Began (1935, расширенная редакция в 1948)
- The World in 30 Years (1936)
- Modern English Culture (1936, расширенная редакция в 1956)
- Our Life as from 50 (1944, расширенная редакция в 1956)
- Freedom of Thought in Egypt (1945)
- Eloquence and the Arabic Language (1945, расширенная редакция в 1953, посмертная редакция - 1964)
- My and Your Intellect (1947, расширенная редакция в 1953)
- The Years of Salama Moussa’s Apprenticeship (1947)
- The True Path of the Young People (1949)
- «ан-Нахийя аль-иджтимаийя ва-с-сий ясий я фи фальсафа Ибн-Сина» (Общественно-политические аспекты в философии Ибн-Сины), Каир, 1952[1]
- Psychological Attempts (1953, изменено на Attempts в 1963)
- «Акли ва акляка» (Мой разум и твой), Каир, 1953[1]
- These are My Mentors (1953, посмертная расширенная редакция в 1965)
- «Китаб ас-саурат» (Книга о революциях), Бейрут, 1955[1]
- Psychological Studies (1956)
- The Woman Is not the Plaything of the Man (1956, a very early dispute about the liberation (emancipation) of the woman at that time, especially in the orient)
- George Bernhard Shaw (1957, who he has met and got to know in England, posthumously expanded ed. in 1977)
- «Тарбийят Салама Муса» (Формирование Салямы Мусы), Каир, 1958[1]
- Attempts of the Young People (posthumously 1959)
- «Машаиль ат-тарик ли-ш-шабаб» (Факелы, освещающие путь арабской молодежи), Бейрут, 1959[1]
- «Макалят мамнуа» (Запрещенные статьи), Бейрут, 1959[1]
- «Хуррийят альфикр» (Свобода мысли), Бейрут, 1960[1]
- Mankind is the Pride of Creation (posthumously 1961)